# 植田靖比呂
植田 靖比呂（うえだ やすひろ、1982年8月13日 - ）は、日本の俳優。愛知県豊田市出身。夢工房所属。身長170cm。AB型。

## 人物
- 愛知県立豊野高等学校卒業後、19歳の時に俳優を目指し上京。
- アイスクリームを食べることが大好きで、所属事務所プロフィールの趣味の欄に、「アイスクリームを食べること」とある。また、本人のブログにも度々アイスクリームの写真が登場する。中でもピノが大好物。
- 役柄により、髪の毛を変えることが多い。坊主、パンチパーマ、スキンヘッドなど。

## 出演

### 映画
- 手紙（2006年）
- パッチギ! LOVE&PEACE（2007年）
- 禅〜ZEN〜（2009年）
- 劇場版SPEC〜天〜（2012年）
- TOKYOてやんでぃ〜The StoryTeller's Apprentice〜（2013年）
- 劇場版SPEC〜結〜　漸ノ篇（2013年）
- 劇場版SPEC〜結〜　爻ノ篇（2013年）
- 永遠の0（2013年）
- 永い言い訳（2016年）
- 海賊とよばれた男（2016年）
- なりゆきな魂、（2017年）

### テレビ
- 愛の劇場　砂時計（2007年3月、TBS）
- 〜星空ホスピタル〜病院のチカラ（2007年4月、NHK）
- 千の風になってドラマスペシャル　なでしこ隊〜少女達だけが見た特攻隊・封印された23日間〜（2008年9月、フジテレビ）
- わたしが子どもだったころ　戸井十月編　（2008年10月、NHK BS-hi）
- わたしが子どもだったころ　押井守編　（2009年5月、NHK BS-hi）
- ルビコンの決断  我ら農業サラリーマン〜日曜・祝日休みます〜（2009年9月、テレビ東京）
- ランナウェイ〜愛する君のために（2011年10月、TBS）
- SPEC〜警視庁公安部公安第五課 未詳事件特別対策係事件簿〜　スペシャルドラマ〜翔〜（2012年4月、TBS）
- 月曜ゴールデン　警視庁機動捜査隊216　IV 孤独の叫び（2014年9月、TBS）
- 平成舞祭組男（2014年11月、日本テレビ）
- ウロボロス〜この愛こそ、正義。（2015年1月、TBS）
- 玉音放送を作った男たち（2015年8月、NHK BSプレミアム）
- ドラえもん、母になる〜大山のぶ代物語〜（2015年12月、NHK BSプレミアム）
- スペシャリスト　第7話（2016年2月25日、テレビ朝日）
- 仮面ライダーエグゼイド　第18話（2017年2月12日、テレビ朝日）
- 連続ドラマW プラージュ　第5話（2017年9月9日、WOWOW）
- 江戸前の旬(2018年10〜12月、BSテレビ東京)
- 江戸前の旬 season2(2019年10〜12月、BSテレビ東京)
- 悪女（わる）働くのがカッコ悪いなんて誰が言った? 第5話（2022年5月11日、日本テレビ）

### その他のテレビ番組
- 未来創造堂（日本テレビ)
- オトナの資格（日本テレビ）
- 心ゆさぶれ！先輩ROCK!YOU!（日本テレビ）
- あのニュースで得する人損する人（日本テレビ）
- 超時空バラエティ 目撃！タイムトラベール （読売テレビ）

### オリジナルビデオ
- 人間狩り（2008年）

### CM
- 中部電力　チューボー電化
- コーセーコスメポート　サボンドブーケ

### 舞台

#### 出演
- マルエツファミリーミュージカル「トラップ一家物語」（2005年、演出:勝田安彦）※植田泰弘名義
- 「ぼくらの戦争」（2005年、作・演出:高木裕治）
- 劇団たいしゅう小説家「泥棒役者」（2006年、作・演出:西田征史）
- 東京マハロ「あれば遺言なければ無言」（2006年、演出:矢島弘一）
- 「博士と太郎の異常な愛情」（2007年、作:堀江慶、演出:松井カズユキ）
- 東京マハロ「ぼく願ふ、きみ想ふ」（2007年、演出:矢島弘一）
- 「~Waiting for the Sun~　天気待ち」（2007年、演出:奈良橋陽子）
- 劇団虎のこ「タイムトラベル齢30」（2007年、作・演出:金子裕）
- 「Dream of Passion」（2008年、演出:奈良橋陽子）
- 東京マハロ「やさしい嘘」（2008年、演出:矢島弘一）
- 野良犬弾「ホームルームで、と彼は言った」（2008年、作・演出:入江悠）
- 野良犬弾「underground lovesong」（2008年、作・演出:増沢望）
- 「桜SAKURAサクラ（第2部）」（2009年、演出:望月六郎）
- DOGADOGA+「偽作・肉体だもん」（2009年、作・演出:望月六郎）
- 野良犬弾「髪結橋のロビン・グッドフェロー」（2009年9月、作・演出:増沢望）
- 「妻と猫」（2009年、作・演出:前田有貴）
- 神田時来組「改訂版!!そして龍馬は殺された」（2010年11月、作・演出:泉堅太郎）
- Reach 「pre-15 〜LoveLoveHappyLove♪〜」（2011年5月、構成・演出:中谷水嶺）
- 「庭園のすべて」（2011年6月、作:ジャイルス・クーパー、翻案・演出:高瀬一樹）
- 「愛を探して〜植木屋さん、愛のインタビュー〜」（2011年11月、作:高橋いさを、演出:並樹史朗）
- 「かりて〜糧」（2012年10月、演出:高瀬一樹）
- Kamakaji lab「カッコーの巣の上で」（2012年12月、作:デイル・ワッサーマン、演出:梶原涼晴）
- Kamakaji lab「RADIO 311」（2013年5月、作・演出:梶原涼晴）
- ROUTE30「るるる♪」(2013年9月、作・演出:神徳幸治)
- Kamakaji lab「The Elephant Man(エレファントマン)」（2013年12月、作・演出:梶原涼晴）
- BEE「ひだまり」（2015年1月、作・演出:森高ピストル）
- 演劇集団UNCHANGED「In the Sky with ☆ ダイアモンド」（2015年9月、作・演出:山本透）
- TEAM6g「if」（2016年3月、作:阿南敦子・来住野潤一（せんぱい））
- 笛井事務所第7回公演「怪談」（2016年9月、演出:スズキ拓朗、構成:奥村飛鳥）
- HIGHcolors８回戦「渇生」（2018年4月、作・演出:深井邦彦）

#### 演出
- 「underground lovesong」（2014年5月、作:増澤ノゾム）

### ゲーム
- Wii「428〜封鎖された渋谷で」